# Edward James Eliot
Edward James Eliot (24 août 1758 - 20 septembre 1797) est un député anglais. 

## Biographie
Il est né en Cornouailles, le fils d'Edward Craggs-Eliot (1727-1804), homme politique, créé baron Eliot en 1784. 
Il va à Pembroke College, Cambridge en 1775, devenant ami avec le futur premier ministre, William Pitt le Jeune, et reçoit une maîtrise en 1780 . Il est élu député pour St Germans, Cornouailles en 1780 et pour Liskeard de 1784. Il devient bientôt ministre du Trésor à partir de 1782 et est membre du gouvernement Pitt à partir de 1783, nommé procureur du roi à la cour de l'échiquier en 1785. 
Il épouse Harriot Pitt, la fille cadette de William Pitt l'Ancien et la sœur de Pitt le jeune, en 1785. Un an plus tard, cinq jours après la naissance de leur unique enfant, une fille du nom de Harriot Hester, la femme d'Eliot meurt des suites de l'accouchement. Eliot ne s'est jamais remis du chagrin d'avoir perdu sa femme. 
Après la mort de Harriot, Eliot s'installe à Broomfield, près de Clapham, où il entre en contact avec la Secte de Clapham, des réformateurs évangéliques dont il défend la cause. Il est un ami de William Wilberforce depuis quelques années et les deux avaient accompagné Pitt en France. À présent, il vit près de Wilberforce et d’autres membres influents du groupe surnommé «les saints». Il commence à prendre une part active à la défense de leurs causes, notamment l'abolition l'esclavage, la réforme des prisons et les personnes en détresse, la Société de la proclamation et le projet de loi sur l'observance dominicale de Mgr Porteus. Il fait activement pression en faveur de la secte Clapham au Parlement et joue le rôle de médiateur entre Wilberforce et Pitt dans leurs campagnes. 
En 1793, après sa démission du Trésor pour des raisons de santé, Eliot est nommé commissaire adjoint des Affaires indiennes. Il devient actionnaire dans la Compagnie britannique des Indes orientales et devait devenir gouverneur général du Bengale. Cependant, il souffre d'un trouble chronique de l'estomac qui l'empêche de prendre ses fonctions. 
Il meurt à Port Eliot, le 17 septembre 1797 et est enterré à St Germans le 26 septembre 1797. Pour certains, la date de sa mort est le 3 octobre 1797 . Il était resté proche de Pitt et de Wilberforce, qui déplorèrent tous les deux son décès. Son frère John succède à leur père à la baronnie et est créé en 1815, comte de St Germans. 